# Ben Brereton Díaz
Pour les articles homonymes, voir Brereton.
Ben Brereton Díaz, né le 18 avril 1999 à Stoke-on-Trent, est un footballeur international chilien qui évolue au poste d'attaquant au Sheffield United, en prêt de Southampton.

## Biographie

### Nottingham Forest
Le 25 janvier 2017, il fait ses débuts en Championship en faveur de Nottingham Forest, lors d'un match contre Leeds United.

### Blackburn Rovers
Le 28 août 2018, il est prêté aux Blackburn Rovers. 
Le 4 janvier 2019, il rejoint les Rovers de manière permanente.
Après avoir marqué six buts en seulement cinq matches, dont un triplé contre Cardiff City, Brereton Díaz a reçu le prix du joueur de Championship du mois de septembre 2021.

### Villarreal
Le 4 juillet 2023, il rejoint libre le Villarreal CF. Il y signe un contrat jusqu'en juin 2027.

### En sélection
Avec les moins de 19 ans, il participe au championnat d'Europe des moins de 19 ans en 2017. Lors de cette compétition, il délivre une passe décisive lors du premier match contre la Bulgarie. Il marque ensuite un but contre les Pays-Bas, avant d'inscrire un doublé contre l'Allemagne. L'Angleterre remporte le tournoi en battant le Portugal en finale. Il termine co-meilleur buteur du tournoi avec trois buts. L'année suivante, il prend part à la suivante édition au championnat d'Europe des moins de 19 ans en Finlande,.
Courant 2021, des rumeurs circulent que Martín Lasarte, le sélectionneur du Chili, puisse le convoquer avec La Roja. En effet, la mère de Brereton est chilienne, ce qui le rend éligible,,. Le 24 mai, il est convoqué pour les matchs de qualifications au mondial 2022 contre l'Argentine et la Bolivie. Le 10 juin, il est convoqué pour disputer la Copa América.

## Statistiques

### En sélection nationale
| Saison                | Sélection             | Phases finales        | Phases finales | Phases finales | Phases finales | Éliminatoires CDM | Éliminatoires CDM | Éliminatoires CDM | Matchs amicaux | Matchs amicaux | Matchs amicaux | Total | Total | Total |
| Saison                | Sélection             | Compétition           | M              | B              | Pd             | M                 | B                 | Pd                | M              | B              | Pd             | M     | B     | Pd    |
| --------------------- | --------------------- | --------------------- | -------------- | -------------- | -------------- | ----------------- | ----------------- | ----------------- | -------------- | -------------- | -------------- | ----- | ----- | ----- |
| 2020-2021             | Chili                 | Copa América 2024     | 5              | 1              | 1              | 0                 | 0                 | 0                 | -              | -              | -              | 5     | 1     | 1     |
| 2021-2022             | Chili                 | -                     | -              | -              | -              | 7                 | 3                 | 0                 | 3              | 0              | 0              | 10    | 3     | 0     |
| 2022-2023             | Chili                 | -                     | -              | -              | -              | -                 | -                 | -                 | 6              | 3              | 1              | 6     | 3     | 1     |
| 2023-2024             | Chili                 | Copa América 2024     | 3              | 0              | 0              | 6                 | 0                 | 0                 | 3              | 0              | 1              | 12    | 0     | 1     |
| 2024-2025             | Chili                 | -                     | -              | -              | -              | 1                 | 0                 | 0                 | -              | -              | -              | 1     | 0     | 0     |
| Total sur la carrière | Total sur la carrière | Total sur la carrière | 8              | 1              | 1              | 14                | 3                 | 0                 | 12             | 3              | 2              | 34    | 7     | 3     |

## Palmarès

### En sélection nationale
- Vainqueur du championnat d'Europe des moins de 19 ans en 2017.